# Xerox NoteTaker
El Xerox NoteTaker probablemente fue la primera computadora portable. Se desarrolló en el Xerox PARC de Palo Alto, California, en 1978. Aunque solo se construyeron diez prototipos y nunca entró en producción, como otros inventos de ese laboratorio, tuvo una gran influencia en el diseño del Osborne 1 (el primer portable comercial) y el Compaq Portable (la primera computadora compatible IBM PC y también la primera computadora personal portable).
El NoteTaker fue desarrollado por un equipo que incluía a Adele Goldberg, Douglas Fairbairn, y Larry Tesler. Se vio muy influenciado por la investigación previa de Alan Kay, que previamente desarrolló el proyecto Dynabook. Mientras que el Dynabook era un concepto de ordenador transportable imposible de implementar con la tecnología existente entonces, el NoteTaker fue pensado para demostrar que podía hacerse.
La computadora empleaba la más avanzada tecnología de su tiempo, incluyendo un monitor monocromo integrado de 7 pulgadas , una unidad de disquete y un ratón. Contaba con 256 Kilobytes de RAM, por entonces una cantidad enorme, y utilizaba una CPU a 1 MHz. Como sistema operativo utilizaba una versión de Smalltalk, que había sido escrito para la computadora Xerox Alto, que fue la primera en integrar la interfaz gráfica de usuario.
El NoteTaker usaba una caja similar a la de una máquina de coser portátil; el teclado se deslizaba abajo para mostrar el monitor y la unidad de disquete. El factor de forma fue usado posteriormente por las principales computadoras portables, incluyendo al Osborne 1 y al Compaq Portable. No obstante, esos equipos pesaban casi la mitad que el NoteTaker, que alcanzaba los 22 kilogramos (48 libras). De haber sido producido comercialmente, cada NoteTaker hubiera costado la astronómica cifra de 50.000 dólares.